# Cena pós-créditos
Uma cena pós-créditos ou cena meio-créditos é um clipe curto que aparece depois que todos ou alguns dos créditos finais foram rolados e, às vezes, após a exibição de um logotipo de produção de um filme, série de TV ou jogo eletrônico. Geralmente é incluído para fins de humor ou para criar uma possível sequência. O clipe também pode ser chamado de cookie de crédito, tag, stinger, coda, botão, sequência pós-créditos, cena de crédito final ou finalização secreta.

## História
Uma das primeiras aparições de uma cena pós-créditos em um filme mainstream foi em Night of the Living Dead em 1968. Por meio dos créditos, são mostradas ao público fotos das pessoas queimando os zumbis e o áudio da ação, e depois a cena do acendimento da fogueira após o término dos créditos. Em 1979, The Muppet Movie usa um dispositivo de enquadramento no qual os próprios personagens assistem ao filme se desenrolar em um cinema. Durante os créditos, os Muppets se levantam de seus assentos, conversam e fazem piadas (incentivando assim o público real a ficar por perto e ver o que acontece a seguir). No momento final após os créditos, Animal grita para o público "VÃO PARA CASA!" antes de suspirar "tchau" e desmaiar de exaustão.
O uso de tais cenas ganhou popularidade ao longo da década de 1980, no final dos filmes de comédia. Em 1980, Airplane! terminou com um retorno de chamada para um passageiro de táxi abandonado que não era um personagem principal. A aplicação aprimorada continuou em agosto de 1987, quando em Masters of the Universe a cabeça de Skeletor emerge da água no fundo do poço, dizendo "Eu voltarei!". The Muppet Movie também deu início a uma tendência de usar essas cenas para quebrar a quarta parede, mesmo quando grande parte do resto do filme a manteve intacta. As cenas eram frequentemente usadas como uma forma de metaficção, com os personagens mostrando a consciência de que estavam no final de um filme e, às vezes, dizendo ao público diretamente para deixar a sala de cinema. Os filmes que usam essa técnica incluem Ferris Bueller's Day Off (em que o personagem do título frequentemente quebra a quarta parede durante o filme) e o remake musical de The Producers . A cena pós-créditos no último filme também inclui uma participação especial do criador de Producers, Mel Brooks.
Cenas pós-créditos também apareceram no programa de televisão de longa duração Mystery Science Theatre 3000, introduzido no episódio de 1990 Rocket Attack U.S.A., continuando até o final da série. Com poucas exceções, eles destacaram momentos dos filmes que eram particularmente absurdos ou simplesmente chamaram a atenção dos escritores.

## Exemplos de filmes contemporâneos
Stingers sem os aspectos metaficcionais também ganharam destaque na década de 1980, embora ainda fossem usados principalmente para filmes de comédia. Cenas pós-créditos tornaram-se locais úteis para cenas humorísticas que não cabiam no corpo principal do filme. A maioria eram clipes curtos que serviam para amarrar pontas soltas - personagens secundários cujos destinos não foram elaborados no início do filme, ou enredos que não foram totalmente encerrados. Por exemplo, todos os cinco filmes Pirates of the Caribbean incluem essas cenas. Napoleon Dynamite apresenta um stinger que revela que Kip e LaFawnduh se casam, uma cena que foi incluída em seu lançamento amplo. No filme The Cannonball Run, bloopers do filme são mostrados. Muitos dos filmes americanos de Jackie Chan apresentam outtakes durante os créditos, que geralmente mostram ele se machucando fazendo suas próprias acrobacias.
Mesmo quando as cenas pós-créditos começaram a ser utilizadas por filmes com pouco desenvolvimento cômico, o mesmo formato de dar fechamento a enredos incompletos ou personagens inconsequentes permaneceu em uso. Usar o humor nessas cenas também ainda é comum em filmes mais sérios, como no filme Demolidor, em que o Mercenário é mostrado após sua derrota para o Demolidor em um elenco de corpo inteiro. Outros filmes evitam a comédia em favor de um twist ou revelação de que estaria fora de lugar em outras partes do filme, como na cena pós-créditos de X-Men: The Last Stand em que o Professor X é mostrado estar vivo depois de sua aparente morte pelas mãos da Fênix. Outro exemplo é o stinger no final de Harry Potter and the Chamber of Secrets, que apresenta um Lockhart pós-perda de memória. Um terceiro exemplo ocorre em Young Sherlock Holmes: durante todos os créditos, um trenó é visto viajando nos Alpes, para uma pousada na montanha, no final dos créditos, o passageiro, o presumido morto Professor Rathe, também conhecido como "Eh-Tar ", assina o registro como "Moriarty".
Com o surgimento de franquias de filmes pré-planejados, cenas pós-créditos foram adotadas a fim de preparar o público para as próximas sequências, às vezes indo tão longe a ponto de incluir um final de suspense em que o filme principal é amplamente autônomo. O lançamento cinematográfico de Matrix Reloaded demonstrou o uso de stingers no set-up sequencial, apresentando o trailer de The Matrix Revolutions.
Alguns filmes, incluindo Escola de Rock de Richard Linklater, levam a ideia da cena pós-créditos ao seu limite ao correr os créditos durante a ação principal do filme. Neste exemplo, os personagens interpretam uma música nos últimos minutos do filme, e os créditos correm discretamente até que um personagem cante a linha "o filme acabou/mas ainda estamos na tela".
O Universo Cinematográfico Marvel fez uso extensivo de cenas de meio e pós-créditos (frequentemente ambos) que principalmente, mas nem sempre, servem como um teaser para um dos futuros filmes da Marvel Studios. Por exemplo, na cena pós-créditos de Homem de Ferro 2 de 2010, um grande martelo no fundo de uma cratera em um deserto no Novo México é mostrado sendo localizado pelo Agente Coulson da S.H.I.E.L.D., criando assim seu próximo lançamento, Thor de 2011, enquanto a sequência pós-créditos de Captain America: The Winter Soldier apresenta os personagens de Pietro e Wanda Maximoff, que enfrentam e se juntam aos Vingadores em Avengers: Age of Ultron. Outras vezes, em vez de fazer teaser de outros filmes, esses filmes usam cenas de meio e pós-créditos como piadas, como The Avengers, que tem uma cena pós-créditos da equipe comendo shawarma em um restaurante abandonado na sequência da batalha climática do filme, ou Spider-Man: Homecoming, que apresenta o Capitão América ensinando o público sobre paciência.
Os créditos de muitos filmes da Pixar, incluindo A Bug's Life (1998), Finding Nemo (2003), The Good Dinosaur (2015) e Finding Dory (2016) incluíram cenas humorísticas no meio dos créditos. A Bug's Life (1998), por exemplo, parodiou a tendência de bloopers no final dos filmes, incluindo cenas de blooper falsos dos personagens cometendo erros ou brincando no "set" do filme. Toy Story 2 (1999) e Monsters, Inc. (2001) seguiram o exemplo. Outros filmes da Pixar, como Cars (2006), Toy Story 3 (2010) e Inside Out (2015) incluem um epílogo que é reproduzido durante os créditos.
Um uso incomum da cena pós-créditos é para cumprir obrigações contratuais. A fim de garantir os direitos de personalidade para produzir The Disaster Artist, um filme biográfico de Tommy Wiseau, os cineastas foram obrigados a incluir uma participação especial do próprio Wiseau. Esta cena foi filmada, mas relegada para a sequência pós-créditos do filme.

## Em jogos eletrônicos
Jogos eletrônicos, principalmente aqueles com histórias complexas, também usam cenas pós-créditos. Um exemplo inicial é EarthBound, em que Ness acorda para bater na porta da frente assim como no início do jogo e encontra o irmão mais novo de Pokey Minch, Picky, com uma mensagem de seu irmão mais velho, Pokey, indicando que ele escapou e avisa Ness para vir e pegar ele. Comum é uma cena ou narração após os créditos, de um ou mais personagens falando, revelando novas informações que dão uma nova perspectiva aos eventos anteriores, bem como ambientando parte do próximo jogo da série. À medida que os créditos para jogos modernos ficam mais longos, cut scenes adicionadas que mantêm o interesse durante os créditos estão se tornando mais comuns.